# Peter Eastgate
Peter Nicolas Eastgate (* 13. Dezember 1985 in Odense) ist ein ehemaliger professioneller dänischer Pokerspieler. Er gewann 2008 die Poker-Weltmeisterschaft.

## Pokerkarriere

### Werdegang
Eastgate gewann im Rio All-Suite Hotel and Casino am Las Vegas Strip am 11. November 2008 im Alter von 22 Jahren als bis dahin jüngster Spieler das Main Event der World Series of Poker (WSOP) und damit ein Bracelet sowie eine Siegprämie von mehr als 9 Millionen US-Dollar. Er löste damit Phil Hellmuth ab, der den Altersrekord von 1989 bis 2008 hielt. Bereits im Folgejahr 2009 gewann jedoch Joe Cada mit 21 Jahren den Titel. Nach seinem Erfolg war Eastgate zwischenzeitlich als bester Europäer auf dem siebten Platz der erfolgreichsten Pokerspieler nach Turnierpreisgeldern gelistet.
Im Januar 2009 gewann der Däne ein Turnier beim PokerStars Caribbean Adventures auf den Bahamas mit einem Hauptpreis von 343.000 US-Dollar. Beim WSOP-Main-Event 2009 erreichte er von 6494 Teilnehmern den 78. Platz und erhielt dafür knapp 70.000 US-Dollar. Anfang Oktober 2009 belegte er beim Main Event der European Poker Tour (EPT) in London den mit umgerechnet knapp 850.000 US-Dollar dotierten zweiten Platz. Beim EPT-Main-Event in Deauville wurde er Ende Januar 2010 Achter und erhielt 70.000 Euro. Im Juli 2010 gab Eastgate bei der WSOP 2010 überraschend seinen Rücktritt vom Poker bekannt, spielte jedoch im Februar 2011 bereits wieder bei der EPT in Kopenhagen. Bei der WSOP 2012 belegte er bei einem Turnier der Variante No Limit Hold’em den mit rund 210.000 US-Dollar dotierten vierten Platz. Seine bis dato letzte Live-Geldplatzierung erzielte er Anfang Juni 2013 bei der Amateur Poker Association & Tour in London.
Insgesamt hat sich Eastgate mit Poker bei Live-Turnieren über 11 Millionen US-Dollar erspielt und ist damit nach Henrik Hecklen der zweiterfolgreichste dänische Pokerspieler.

### Preisgeldübersicht
| Jahr   | Preisgeld (in $) | Turniersiege |
| ------ | ---------------- | ------------ |
| 2007   | 46.714           | 0            |
| 2008   | 9.306.897        | 4            |
| 2009   | 1.276.860        | 2            |
| 2010   | 273.740          | 0            |
| 2011   | 14.232           | 0            |
| 2012   | 209.111          | 0            |
| 2013   | 3.896            | 0            |
| gesamt | 11.131.450       | 6            |